# Breamore
Breamore ist ein Dorf und eine Civil parish im Hampshire in England.

## Sehenswürdigkeiten
- St Mary’s Parish Church
- Breamore House
- Breamore Long Barrow Giant’s Grave

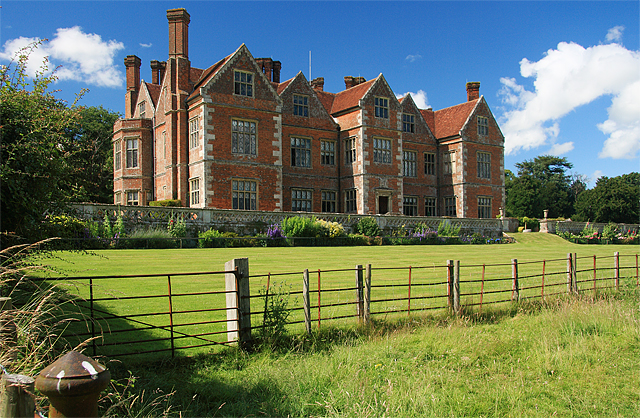
Breamore House
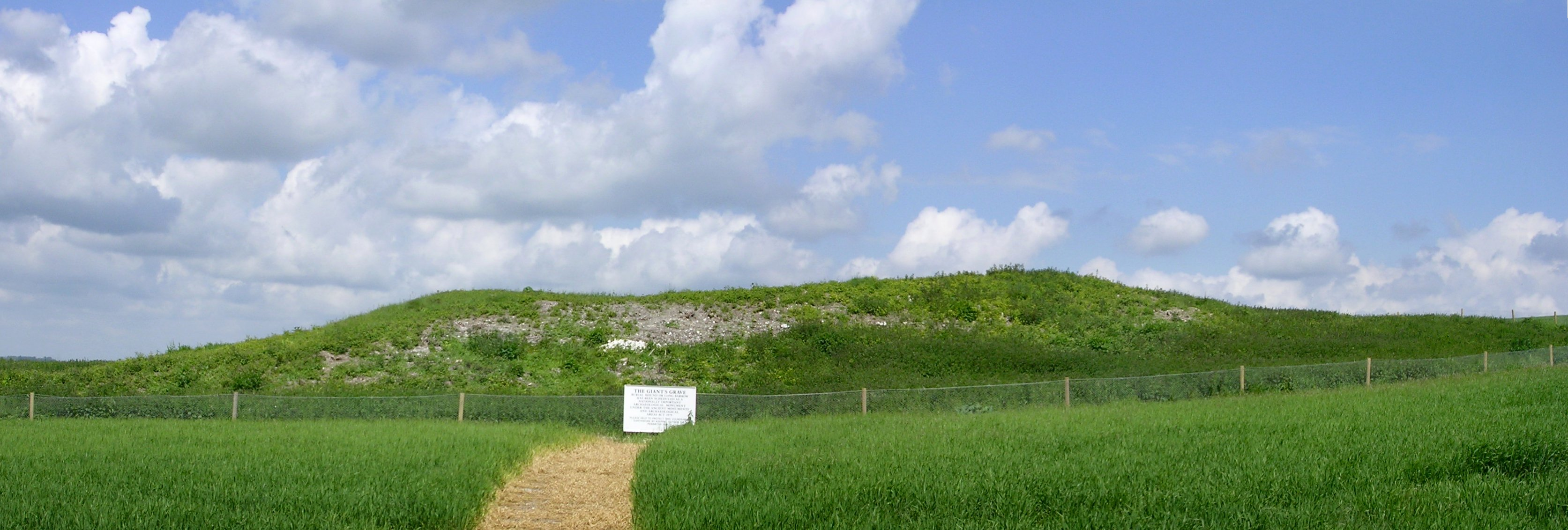
Breamore Long Barrow
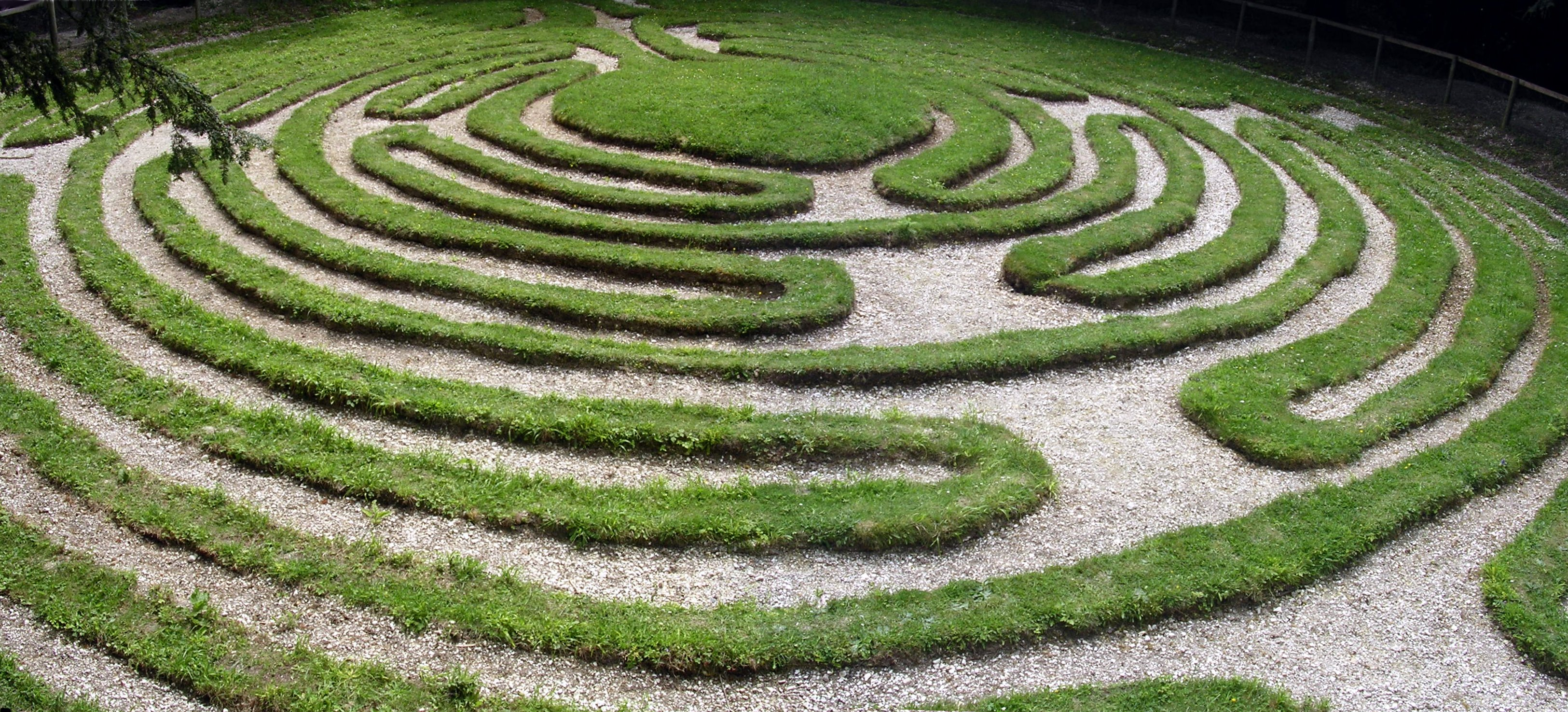
„Mizmaze“, christliches Muster, 11 Umgänge